# Myxobolus gobii
Myxobolus gobii is een microscopische parasiet uit de familie Myxobolidae. Myxobolus gobii werd in 1975 beschreven door Naidenova. 